# Polska na Igrzyskach Europejskich 2015
Polska na Igrzyskach Europejskich 2015 w Baku – grupa sportowców reprezentujących Polskę na Igrzyskach Europejskich 2015 w Baku.

## Zdobyte Medale
Polska reprezentacja pojechała do Baku w składzie 213 sportowców. Ostatecznie zajęła 19. miejsce, zdobywając 20 medali, w tym 2 złote, 8 srebrnych i 10 brązowych.

### Złote
- Angelika Wątor – szermierka, szabla indywidualnie
- Marta Walczykiewicz – kajakarstwo, K1 na 200 m

### Srebrne
- Reprezentacja Polski w piłce siatkowej kobiet – siatkówka, turniej drużynowy
- Sandra Drabik – boks, kat. 51 kg
- Paweł Sendyk – pływanie, 50 m stylem motylkowym
- Katarzyna Niewiadoma – kolarstwo szosowe, wyścig ze startu wspólnego
- Magomedmurad Gadżijew – zapasy, w stylu wolnym kat. 70 kg
- Karol Robak – taekwondo, kat. 68 kg
- Katarzyna Krawczyk – zapasy, kat. 55 kg
- Roksana Zasina – zapasy, kat. 53 kg

### Brązowe
- Jakub Skierka, Jacek Arentewicz, Michał Chudy i Paweł Sendyk – pływanie, sztafeta 4x100m, stylem zmiennym
- Karol Zbuntowicz – pływanie, 400 m stylem zmiennym
- Mateusz Polski – boks, kat. 60 kg
- Aneta Rygielska – boks, kat. 64 kg
- Lidia Fidura – boks, kat. 75 kg
- Radosław Marcinkiewicz – zapasy, w stylu wolnym kat. 86 kg
- Ewelina Wojnarowska – kajakarstwo, K1 na 500 m
- Iwona Matkowska – zapasy, kat. 48 kg
- Karolina Naja, Edyta Dzieniszewska-Kierkla, Beata Mikołajczyk, Ewelina Wojnarowska – kajakarstwo, K4 na 500 m
- Maja Włoszczowska – kolarstwo górskie, cross country